# Acropora millepora
Acropora millepora là một loài san hô trong họ Acroporidae. Loài này được Ehrenberg mô tả khoa học năm 1834.